# Guthrie (Kentucky)
Guthrie és una població dels Estats Units a l'estat de Kentucky. Segons el cens del 2000 tenia 1.469 habitants.

## Demografia
Segons el cens del 2000, Guthrie tenia 1.469 habitants, 593 habitatges, i 377 famílies. La densitat de població era de 417 habitants/km².
Dels 593 habitatges en un 34,2% hi vivien nens de menys de 18 anys, en un 39,5% hi vivien parelles casades, en un 19,9% dones solteres, i en un 36,3% no eren unitats familiars. En el 31,7% dels habitatges hi vivien persones soles el 13,3% de les quals corresponia a persones de 65 anys o més que vivien soles. El nombre mitjà de persones vivint en cada habitatge era de 2,48 i el nombre mitjà de persones que vivien en cada família era de 3,1.
Per edats la població es repartia de la següent manera: un 28,8% tenia menys de 18 anys, un 9,5% entre 18 i 24, un 29,1% entre 25 i 44, un 18,8% de 45 a 60 i un 13,8% 65 anys o més.
L'edat mediana era de 34 anys. Per cada 100 dones de 18 o més anys hi havia 86,5 homes.
La renda mediana per habitatge era de 25.682 $ i la renda mediana per família de 31.083 $. Els homes tenien una renda mediana de 27.868 $ mentre que les dones 20.240 $. La renda per capita de la població era de 13.283 $. Entorn del 23,6% de les famílies i el 25,2% de la població estaven per davall del llindar de pobresa.

## Poblacions més properes
El següent diagrama mostra les poblacions més properes.